# Sherman Township (comté de Harrison, Missouri)
Pour les articles homonymes, voir Sherman Township.
Sherman Township est un township du comté de Harrison dans le Missouri, aux États-Unis,.